# 대한민국 민법 제1109조
대한민국 민법 제1109조는 유언의 저촉에 대한 민법 상속법 조문이다.

## 조문
제1109조(유언의 저촉) 전후의 유언이 저촉되거나 유언후의 생전행위가 유언과 저촉되는 경우에는 그 저촉된 부분의 전유언은 이를 철회한 것으로 본다.

第1109條(遺言의 抵觸) 前後의 遺言이 抵觸되거나 遺言後의 生前行爲가 遺言과 抵觸되는 境遇에는 그 抵觸된 部分의 前遺言은 이를 撤回한 것으로 본다.

## 참고 문헌
- 오현수, 일본민법, 진원사, 2014. ISBN 978-89-6346-345-2
- 오세경, 대법전, 법전출판사, 2014 ISBN 978-89-262-1027-7
- 이준현, LOGOS 민법 조문판례집, 미래가치, 2015. ISBN 979-1-155-02086-9